# Jorge Carlos Fonseca
Jorge Carlos de Almeida Fonseca, född 20 oktober 1950 i Mindelo, Kap Verde, är en politiker, advokat, och universitetsprofessor, som är president i Kap Verde sedan 2011.

## Biografi
Fonseca gick i grundskolan och gymnasiet i  Praia och Mindelo. Han tog examen i juridik och en masterexamen i rättsvetenskap vid juridiska fakulteten på universitetet i Lissabon. Han var generaldirektör för migrationsmyndigheten i Kap Verde 1975-1977 och generalsekreterare i utrikesministeriet från 1977 till 1979.
Åren 1982 till 1990 undervisade Fonseca vid juridiska fakulteten vid universitetet i Lissabon, och var under 1987 gästprofessor i straffrätt vid Institutet för rättsmedicin i Lissabon. Efter detta arbetade han som docent vid institutionen för juridik och offentlig förvaltning vid universitetet i Asien Oriental, Macau mellan 1989 och 1990.
Mellan 1991 och 1993 var han utrikesminister i den andra republikens första regering. Därefter stod han, dock utan framgång, som presidentkandidat i valet 2001. I augusti 2011 kandiderade han åter till presidentposten, denna gång med stöd av partiet Movement for democracy (MPD). Han vann detta val i andra omgången och tillträdde den 9 september 2011. Han blev därmed Kap Verdes fjärde president sedan självständigheten 1975.

## Annan verksamhet
Fonseca har varit biträdande professor och ordförande i styrelsen för Institutet för lag och samhällsvetenskap i Kap Verde. Han är också grundare av och ordförande i styrelsen för "Direito e Justiça" Foundation, grundare och chef för tidskriften "Direito e Cidadania", medarbetare till tidningen "Revista Portuguesa de Ciência Criminal", och medlem av redaktionsledningen för "Revista de Ekonomisk e Direito" vid Universidade Autónoma de Lisboa. Han har skrivit flera böcker och publicerat över femtio vetenskapliga och tekniska verk om juridik, samt två diktsamlingar.